# 田畑竜介
田畑 竜介（たばた りゅうすけ、1976年3月11日 - ）はRKB毎日放送（RKB）アナウンサー。

## 略歴
福岡県立八幡高等学校を卒業後、九州大学に入学。1998年4月、RKBに入社。JNN・JRN系列局勤務のアナウンサーを対象としたアノンシスト賞で、2004年度の第30回は『テレビ「読み・ナレーション」部門』で、2012年度の第38回は『ラジオ「読み・ナレーション」部門』で最優秀賞を受賞している。

## 人物
アナウンサー活動と並行して「FUNTA☆BASTA」という自身のバンドでボーカルを務めており、地元福岡の音楽イベントに参加する他、司会として登場する事もある。その経験を生かし、『今日感テレビ』で共にレポーターをしていたかとうあやと共に『恋が始まるももち浜』という曲をレコーディングし、DVDとして発売したこともあった。
歌手KREVAと親交があり、自身がMCを務める『チャートバスターズR!』での共演機会も多い。
一人っ子である。2005年11月に結婚。

## 出演

### テレビ
- RKBヘッドライン（不定期）
- 九州青春銀行（水曜23:59 - 24:53、レギュラーメンバーの一人）
- フェイス（月曜23:55 - 24:53）
- 窓をあけて九州（RKB製作分のナレーターを担当）
- 探検!九州（月曜19:00 - 19:55、レポーターとして不定期出演）
- チャートバスターズR!（MC、月曜 24:55 - 25:25）[7]
- 今日感テレビ（メインパーソナリティ、月曜 - 金曜、13:55 - 15:50）[2]
- タダイマ!（MC、2020年9月28日[8] - 2022年3月25日[9]）
- まじもん！
- サンデーウォッチ

### ラジオ
- RKB50ニュース（不定期）
- チャートバスターズr!（MC、月曜22:00 - 23:50）[10]
- 田畑竜介 おとのおと（土曜22:00 - 22:30）[2]
- 田畑竜介 Grooooow Up[11]
- ゴリけんの九州・沖縄ぐるぐるマップ[12]
- 攝津正のつりごはん（2022年8月6日 - 2025年3月29日）
- 地方創生プログラム ONE-J（TBSラジオ発JRN加盟32局ネット）
  - 2023年7月9日は、当時、同番組パーソナリティの本仮屋ユイカのパートナーを務めていた斉藤慎二（ジャングルポケット）の代役[13]として出演。
  - 番組タイトルが『ONE-J』へと変更後の2024年7月21日・28日は、同年度から本仮屋のパートナーにネット局のアナウンサーが2週替わりで起用されるようになったことに伴い出演。
- 空想労働シリーズ サラリーマン（2023年8月22日 - 10月10日） - RKB隊長 役[14]
  - 帰りたいサラリーマン（2024年8月24日 - 10月12日） - RKB隊長 役[15]
- おしゃべり本棚（不定期）